# История Мозамбика
В этой статье описывается история Мозамбика.

## Доколониальный период
На территории Мозамбика в бассейне озера Ньяса, долинах рек Элефантес и Лимпопо и в прибрежной зоне к югу от Мапуту нашли более 200 археологических памятников среднего каменного века (MSA) и позднего каменного века (ESA). На трёх участках местонахождения Txina Txina в ущелье Мачампане имеются стоянки от позднего плейстоцена до голоцена.
Изначально территорию Мозамбика населяли племена бушменов и готтентотов, занимавшихся охотой и собирательством. В V—IX веках пришли племена банту.
С VIII века в Восточную Африку стали проникать арабы, создавшие на побережье Индийского океана множество торговых факторий. Арабы вывозили золото, слоновую кость, шкуры животных.
К середине XV века в средней части нынешнего Мозамбика (между реками Замбези и Сави, а также на востоке нынешней Зимбабве) возникло раннефеодальное государство Мономотапа.
В 1498 году территорию Мозамбика посетила португальская экспедиция, направлявшаяся в Индию, под командованием Васко да Гамы. В начале XVI века португальцы начали осваивать побережье Восточной Африки. В 1505 году они построили форт в Софале, в 1508 году — крепость на острове Мозамбик, в 1530-х годах — форты Сена и Тете на берегу реки Замбези.

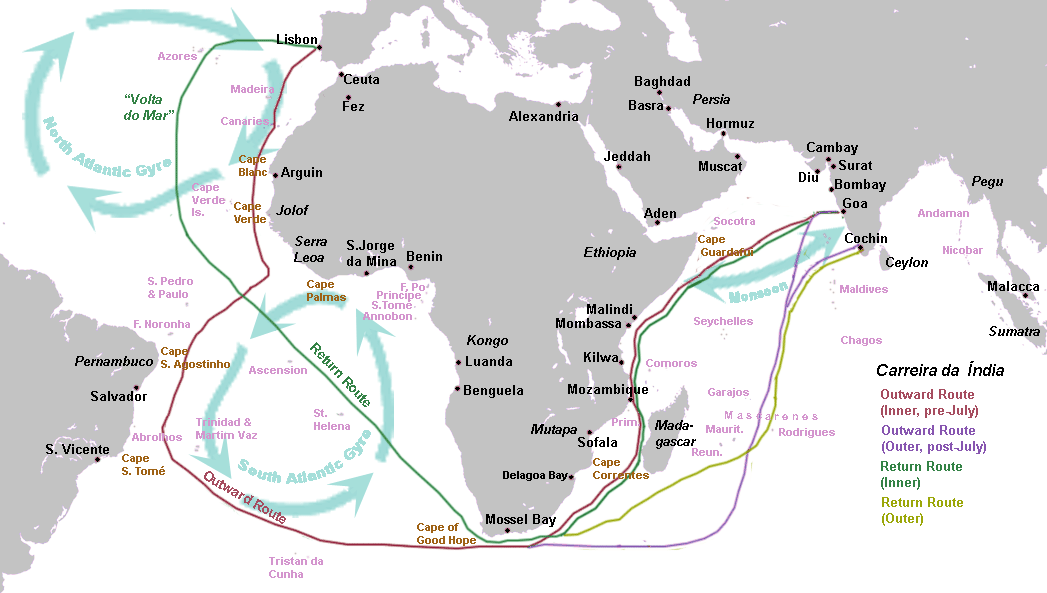
Остров Мозамбик был важным пунктом на пути в Индию: карта маршрута кораблей по пути в Индию (красный) и обратный маршрут (зелёный)

В 1558 году на острове Мозамбик был основан форт Сан-Себастьян, где останавливались суда, идущие в Индию или из Индии, и отправлялись экспедиции в поисках золота. До 1572 года территорией Португальской Восточной Африки управлял губернатор индийской колонии Гоа.
В 1607 году правитель Мономотапы, в которой возникли сепаратистские тенденции местных вождей, подписал с португальцами договор об уступке им золотых и серебряных рудников в обмен на оружие и поддержку в борьбе с мятежными вассалами.
Хотя португальское влияние в регионе расширялось, власть держалась на отдельных поселенцах, имевших значительную автономию. Португалия уделяла больше внимания более выгодной торговле с Индией и Юго-Восточной Азией, а также колонизации Бразилии.

## Колониальный период
В 1752 году португальские владения в Восточной Африке были официально объявлены колонией Мозамбик. Антиколониальные выступления жёстко подавлялись, особенно в 1890-х годах, когда колониальной администрацией руководили Антониу Энеш и Жоаким Аугусту Моузинью.
После того как Великобритания в 1807 году приняла Акт о запрете работорговли, а Королевский флот создал Западноафриканскую эскадру, чтобы патрулировать воды Западной Африки  и обеспечивать так называемую «блокаду Африки», Мозамбик, ранее незначительный источник торговли, стал в XIX веке очень важным источником поставки рабов в Бразилию, привлекая пленников с обширной территории Восточной Африки, включая остров Мадагаскар.
К началу XX века Португалия уступила управление больших территорий своей колонии трём частным британским компаниям: Компании Мозамбика, Компании Замбези и Компании Ньяса. Эти компании построили железные дороги, связавшие Мозамбик с соседними колониями Великобритании, и обеспечивали поставки дешёвой рабочей силой плантации и шахты стран региона.

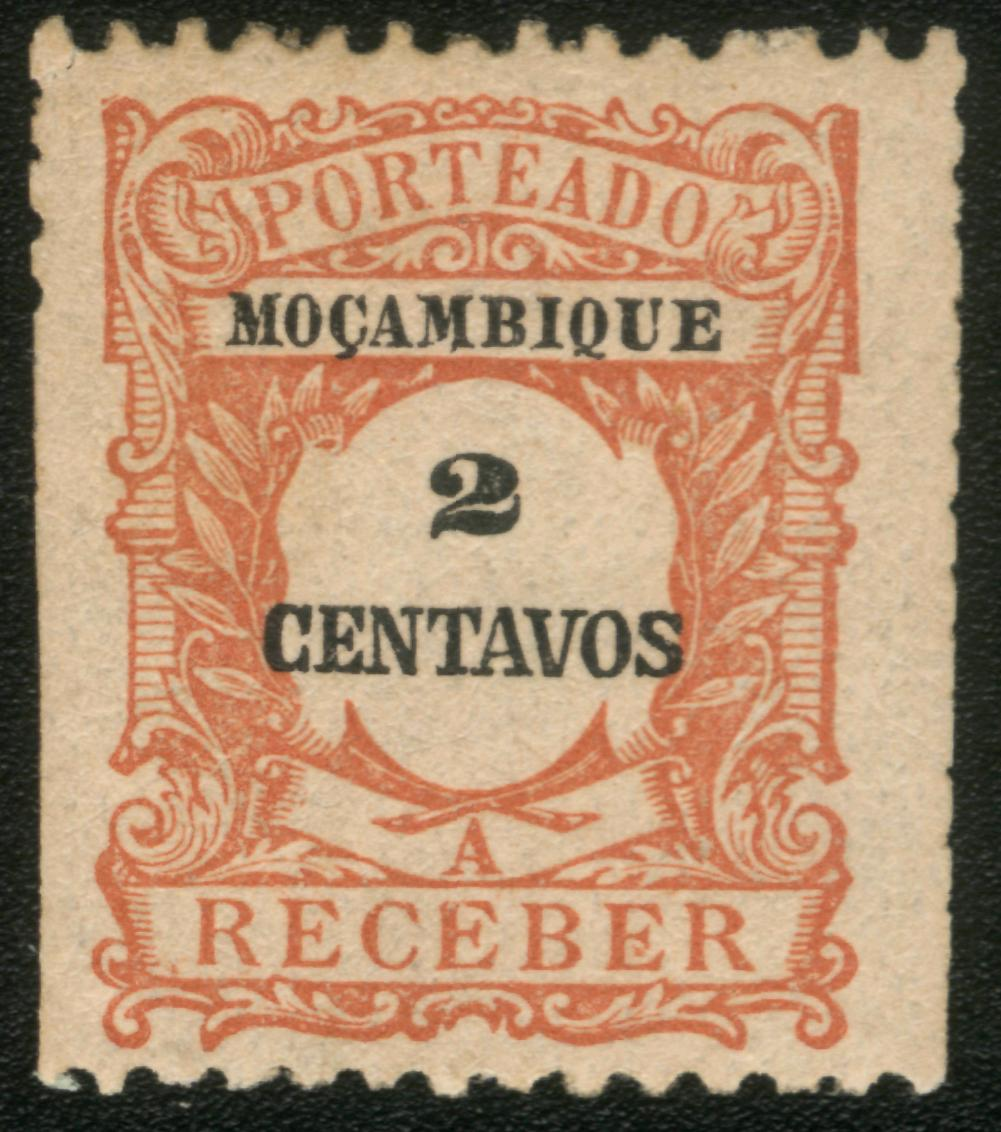
Португальская марка для колонии Мозамбик. 1930-е

После Второй мировой войны Португалия не последовала примеру других стран Европы и не стала предоставлять независимость своим колониям. Они были объявлены «заморскими территориями», в них продолжалась миграция из метрополии. В условиях деколонизации большинства стран континента и роста влияния национально-освободительных движений на международной арене в португальских владениях начались процессы политической консолидации оппонентов режима. В 1962 году несколько антиколониальных политических групп объединились во Фронт освобождения Мозамбика (ФРЕЛИМО), который начал вооружённую борьбу за независимость против португальской колониальной власти. Началом войны за независимость принята дата 25 сентября 1964 года, когда перешедший из Танзании отряд ФРЕЛИМО атаковал португальский гарнизон на севере страны. С самого начала фронт поддерживал тесные контакты с повстанческими группами Анголы (МПЛА) и Гвинеи-Бисау (ПАИГК).
ФРЕЛИМО, опираясь на базы в Танзании и поддержку СССР и Китая, вел активные боевые действия в северных регионах страны и в состоянии был проводить на подконтрольной территории партийные съезды, однако в целом военные специалисты оценивают итог противостояния к середине 70-х годов как ничейный. В 1972 году началось формирование регулярной народно-освободительной армии.

## Независимый Мозамбик
После вооружённого переворота в Португалии, известного как Революция гвоздик, Мозамбик получил независимость 25 июня 1975 года. Марксистский ФРЕЛИМО во главе с первым президентом Мозамбика Саморой Машелом переименовал страну в Народную Республику Мозамбик, установил однопартийную систему с ориентацией на страны социалистического лагеря, распустил религиозные учебные заведения, демонтировал традиционную систему управления с опорой на вождей, ввел плановую экономику, каковой процесс сопровождался крупной национализацией, плохо продуманной аграрной реформой и изгнанием почти всех португальских поселенцев, что лишило новую страну практически всего корпуса квалифицированных специалистов. Национальная служба народной безопасности во главе с генералом Жасинту Велозу (португальский военный лётчик, в 1963 году перешедший на сторону ФРЕЛИМО) осуществляла массовые политические репрессии (среди жертв которых оказались и бывшие видные деятели ФРЕЛИМО, в том числе первый вице-председатель Фронта Уриа Симанго).
При поддержке Южной Родезии и ЮАР в стране сформировалась вооруженная оппозиция режиму во главе с Андре Матсангаиссой, Орланду Криштиной и Афонсу Длакамой. Правое повстанческое движение получило название Мозамбикское национальное сопротивление (РЕНАМО). В своей идеологии РЕНАМО сочетало традиционные африканские ценности и прозападную ориентацию. В 1977 году началась гражданская война, которая сопровождалась значительными жертвами среди мирного населения, нанесением обширного ущерба инфраструктуре, миграцией большого количества беженцев.
16 марта 1984 года президент Самора Машел подписал Соглашение Нкомати — договор о «ненападении и добрососедстве» с премьер-министром ЮАР Питером Ботой. «Договор Нкомати» предусматривал, кроме взаимного ненападения, непредоставление своей территории для подрывной деятельности против какой-либо из договаривающихся сторон сроком на 10 лет. Однако военные действия завершились только в 1992 году, когда новый президент Жоаким Чиссано декларировал отказ ФРЕЛИМО от марксизма-ленинизма и переход Мозамбика к многопартийной демократии.
После подписания мирного договора РЕНАМО стало легальной политической партией. Мозамбикская политическая жизнь основывается на противостоянии ФРЕЛИМО и РЕНАМО. Афонсу Длакама пять раз баллотировался в президенты, но неизменно проигрывал кандидатам ФРЕЛИМО — Жоакиму Чиссано, Арманду Гебузе, Филипе Ньюси, в связи с чем ряд экспертов и организаций утверждают, что ФРЕЛИМО ведет Мозамбик к авторитаризму. Однако РЕНАМО обладает крупной парламентской фракцией и сохраняет вооружённые формирования. ФРЕЛИМО и РЕНАМО опираются в значительной степени на различные региональные и этнические группы страны. После кончины Афонсу Длакамы в мае 2018 новым лидером РЕНАМО стал Осуфо Момад.
В 2017 году в провинции Кабу-Делгаду активизировались исламистские террористы, начались столкновения между военными и террористами. К началу 2022 года, благодаря совместным усилиям вооруженных сил Мозамбика и военного контингента из стран САДК и Руанды, исламисты потерпели ряд поражений, их активность значительно снизилась.
Циклон Идай, прошедший над Мозамбиком в 2019 году, вызвал крупные разрушения и стал причиной смерти более 600 человек. На ликвидацию его последствий в Мозамбике, Мадагаскар, Зимбабве и Малави понадобилось более 2 млрд долларов США.
7 апреля 2024 года в результате крушения парома у берегов Мозамбика погибло более 100 человек.
В октябре 2024 года в стране прошли очередные президентские выборы, победителем которых был объявлен кандидат от правящей с 1975 года партии ФРЕЛИМО Даниэль Шапу с результатом 70,7%, тогда как лидер оппозиции Венансиу Мондлане набрал, по официальным данным, 20,3%. Мондлане оспорил итоги выборов и призвал своих сторонников к сопротивлению, бежав из Мозамбика. Начались массовые протесты, которые усилились, когда 23 декабря 2024 года конституционный совет страны подтвердил победу Шапу; в результате столкновений полиции и митингующих погибли не менее 150 человек.   
Несмотря на отмеченные международным сообществом достижения в экономике, Мозамбик продолжает оставаться одной из беднейших стран мира.